# Borowina (przystanek kolejowy w województwie lubelskim)
Borowina – przystanek kolejowy w Borowinie, w woj. lubelskim, w Polsce. Obsługuje połączenia Łuków – Dęblin, oraz połączenia powrotne. Przez przystanek często przejeżdżają pociągi towarowe.

## Ruch pasażerski
| Rok  | Wymiana pasażerska na dobę |
| ---- | -------------------------- |
| 2017 | 10-19                      |
| 2022 | 20-49                      |